# 신경화학
신경화학(Neurochemistry)은 신경계의 생리를 제어하고 영향을 미치는 신경전달물질 및 정신약물 및 신경펩티드와 같은 기타 분자를 포함한 화학물질에 대한 연구이다. 신경과학 내의 이 특정 분야는 신경화학물질이 뉴런, 시냅스 및 신경망의 작동에 어떻게 영향을 미치는지 조사한다. 신경화학자는 신경계에 있는 유기 화합물의 생화학 및 분자 생물학과 피질가소성, 신경생성 및 신경 분화를 포함한 신경 과정에서의 역할을 분석한다.

## 같이 보기
- 신경생성
- 신경조절물질
- 신경가소성, 시냅스 가소성
- 신호전달